# Cascine Vica
Cascine Vica (Cassin-e Vica in piemontese) è un quartiere, un tempo frazione, del comune di Rivoli; situato ad est della città, conta all'incirca 18 000 abitanti. È attraversato da corso Francia in direzione est-ovest e dalla Tangenziale di Torino (Autostrada A55) in direzione nord-sud. Nel quartiere, in corso Francia, ha sede il Comune di Rivoli.

## Storia
La località di Cascine Vica un tempo era un'area agricola composta prevalentemente da vigneti, terreni coltivati e sparute cascine. La zona fu interessata, nel 1310, dai lavori di costruzione della bealera di Rivoli, in parte finanziati dal conte Amedeo V di Savoia, che garantì l'approvvigionamento d'acqua ai locali contadini. 
Secondo una leggenda, il toponimo della località deriverebbe dal nome di una cameriera di una locanda del luogo, tale Ludovica; nel XVIII secolo, la donna avrebbe aiutato le autorità a catturare, ammaliandolo col suo fascino, un pericoloso brigante che tendeva imboscate ai viaggiatori che da Torino si dirigevano verso Rivoli lungo quella che allora era nota come la Strada del Re, ovvero l'odierno corso Francia. Con il lauto compenso ricevuto per il suo servizio, la cameriera acquistò un complesso di cascine nella zona, che da quel momento in poi furono note come le "Cascine di Vica".
Nel 1871 venne inaugurata la linea ferroviaria Torino-Rivoli, che prevedeva una fermata nella piccola stazione di Cascine Vica. Nei decenni successivi la popolazione della borgata crebbe sensibilmente, passando dai 73 abitanti del censimento del 1895 ai 439 del censimento del 1921.
Nel 1950 venne posta la prima pietra della chiesa di San Paolo Apostolo, principale luogo di culto del quartiere, edificata su iniziativa dei parroci rivolesi don Domenico Foco e don Luigi Morella. La chiesa, ultimata nel 1962, venne elevata a parrocchia già il 19 settembre 1956. 
La località ha iniziato a popolarsi improvvisamente nel corso degli anni cinquanta e sessanta, quando hanno avuto luogo diversi interventi di edilizia residenziale per i numerosi emigrati, provenienti da ogni parte del Piemonte e d'Italia, che si erano trasferiti nel torinese alla ricerca di lavoro. Già a partire dagli anni venti erano sorte in zona numerose fabbriche, prevalentemente opifici, che attraevano forza lavoro dai comuni vicini.
Proprio una di queste fabbriche, di proprietà della Silma, impresa produttrice di proiettori, venne acquisita dal Comune di Rivoli nel 1998 e, dopo una profonda ristrutturazione, nel 2002 divenne sede principale del Comune, nell'ambito di un più ampio progetto di riqualificazione della località, che, per via dell'intensa urbanizzazione, è ormai divenuta parte integrante della conurbazione che congiunge, senza soluzione di continuità, i comuni di Torino, Collegno, Grugliasco e Rivoli.

## Infrastrutture e trasporti
Il trasporto pubblico è svolto tramite autolinee gestite da GTT. Le principali linee urbane e suburbane che attraversano la località sono la linea 17 e la linea 36. 
Fra il 1871 e il 1955 a Cascine Vica era presente una fermata della ferrovia Torino-Rivoli, poi convertita in tranvia, che venne poi sostituita da una filovia, a sua volta soppressa nel 1979.
Un progetto di prolungamento della linea 1 della Metropolitana di Torino sino a Cascine Vica è stato presentato nel febbraio 2015 ed è stato approvato nel 2017 insieme a un co-finanziamento da parte dello Stato. I lavori di scavo sono stati avviati a fine 2019 e sono ancora in corso di realizzazione.